# 台39線
台39線（高鐵橋下道路臺南段）為臺灣沿臺灣高鐵高架橋下兩側用地闢建之省道。北起臺南市新化區洋子，南至高雄市阿蓮區崙子頂。

## 歷史沿革
- 1998年
  - 納入高鐵站區聯外道路改善計畫。
- 2006年
  - 10月16日：行政院公告納編為台39線。
  - 12月11日：台20線至台28線路段通車。

## 行經行政區域
| 臺南市 | 新化區 | 洋子              | 0.000  | 台20線       | 公路起點      |
| 臺南市 | 新化區 | 竹子腳            | －     | （地區道路） |               |
| 臺南市 | 新化區 | 崙子頂            | 2.350  | 市道180甲線  |               |
| 臺南市 | 2.000  |                   |        |              |               |
| 臺南市 | 永康區 | 沒有主要交會點    |        |              |               |
| 臺南市 | 歸仁區 | 大埔              | －     | 市道180號    | 終點          |
| 臺南市 | 歸仁區 | 大埔              | －     | 南148-1線    |               |
| 臺南市 | 歸仁區 | 大人廟            | 4.150  | 市道177甲線  |               |
| 臺南市 | 歸仁區 | 過港              | －     | 南148線      |               |
| 臺南市 | 歸仁區 | 過港              | －     | 南149線      |               |
| 臺南市 | 歸仁區 | 南潭              | －     | （地區道路） |               |
| 臺南市 | 歸仁區 | 松仔腳            | 7.562  | 市道182號    |               |
| 臺南市 | 歸仁區 | 丁厝              | －     | （地區道路） |               |
| 臺南市 | 歸仁區 | 三塊厝            | －     | （地區道路） |               |
| 臺南市 | 歸仁區 | 六甲              | －     | 南154線      |               |
| 臺南市 | 歸仁區 | 六甲              | －     | 南151線      |               |
| 臺南市 | 歸仁區 | 武東              | 10.500 | 南351線      | 近 大潭交流道 |
| 臺南市 | 歸仁區 | －                |        |              |               |
| 臺南市 | 歸仁區 | 11.700 跨越台86線 |        |              |               |
| 臺南市 | 歸仁區 | 北武東            | 12.950 | （地區道路） |               |
| 臺南市 | 歸仁區 | 林子邊            | －     | 南352線      |               |
| －     |        |                   |        |              |               |
| 高雄市 | 阿蓮區 | 中路              | －     | 高12線       |               |
| 高雄市 | 阿蓮區 | 石案潭            | －     | （地區道路） |               |
| 高雄市 | 阿蓮區 | 崙子頂            | 18.830 | 台28線       | 公路終點      |
|        |        |                   |        |              |               |

## 里程表
臺三十九線
| 縣市   | 鄉鎮   | 里程數(KM) |
| ------ | ------ | ---------- |
| 臺南市 | 全區   | 15.7       |
| 臺南市 | 新化區 | 1.9        |
|        | 永康區 | 0.6        |
|        | 歸仁區 | 13.2       |
| 高雄市 | 全區   | 2.8        |
| 高雄市 | 阿蓮區 | 2.8        |

## 沿線路名
- 智慧科學大道[2]
- 歸仁大道
- 歸仁七路
- 高發一路
- 歸仁十三路
- 蓮仁路

## 沿線設施與景點
- 大潭交流道（南351線⇒台86線）
- 高速鐵路臺南車站特定區
  - 臺南市立沙崙國民中學
  - 沙崙智慧綠能科學城
  - 高鐵臺南站（臺灣高鐵）
  - 沙崙車站（臺灣鐵路沙崙線）
  - MITSUI OUTLET PARK 台南
  - 大臺南會展中心

## 新化延伸線
- 目前台39線起點與台20線交叉處以北至台南都會區北外環道路之路段規劃為台39線新化延伸線，但目前未納編任何編號，由臺南市政府工務局負責道路管轄[3]。
  - 2021年春節起可見台39線路牌，該路段通車後，考量與台南都會區北外環道路設計問題，尚未公告納編為台39線之一部份，惟公路總局網站路線名為新市-阿蓮。
- 行車方向:東側車道施工期間封閉，西側快慢車道作雙向通行，因與南144線為K字型交叉，避免動線交織，故臨時性實行快車道為南向車道，慢車道為北上車道，與台灣右上左下行車方向習慣不同。

## 後續計劃

### 號誌連鎖
- 臺南市政府交通局經過實地檢測完成台39線歸仁段4.5公里的路口號誌連鎖，有效疏緩高鐵台南站鄰近地區的交通壅塞問題。後續計劃號誌長綠預計完成台39線之歸仁區中山路至台86線部分。[4]

### 路口立體化
- 隨著臺南都會區持續擴展，未來似應逐步建立其環狀道路系統，其中藉由臺南都會區北外環道路、台39線與台86線所構建的外環（第三環）系統，似應具快速化功能，以利配合都會區發展腳步，同時加速連結都會區間的活動，並使都會區快速化道路系統更趨完善。因此，後續台39線應評估據以進行中央分隔島封閉或路口立體化。[5]

### 南延至仁武
- 因應橋頭科學園區2021年底將開放廠商駐地及周邊主要南北向聯絡道路僅有國道一號及台1線，對於周邊行政區行車出入甚為不便，立委邱志偉認為台39線終點南延仁武有其必要性。[6]
- 立法院交通委員會於2020年5月進行現場實地會勘，政務次長黃玉霖當場允諾將由公路總局進行可行性評估，預計同年7月開始評估作業，2021年底可送國發會及交通部做最後審核。立委邱志偉表示往南開通之後對於路竹、岡山、燕巢、大社及仁武等五行政區又多了一條替代道路可使用。[7]

## 外部連結
- 交通部高鐵局：高鐵車站聯外交通 （页面存档备份，存于）
- 行政院公報：公告高鐵橋下桃園段道路、嘉義段道路、臺南段道路及嘉義50米計畫道路納編為省道台31線、台37線、台39線及台18線延伸線。 （页面存档备份，存于）
- 參考影片：台39線接台南都會區北外環道路 （页面存档备份，存于）